# Чубарев, Денис Николаевич
Дени́с Никола́евич Чу́барев (укр. Денис Миколайович Чубарев, позывной — Поэт; 2000, Житомирская область) — украинский военнослужащий, старший сержант, участник российско-украинской войны. Герой Украины (2024).

## Биография
Во время полномасштабного вторжения России в Украину Денис Чубарев командовал миномётной батареей Вооружённых сил Украины. Он неоднократно демонстрировал способность тщательно планировать и организовывать плотную оборону, эффективно используя 82-миллиметровые миномёты для отражения атак противника.
В возрасте 14 лет, летом 2014 года, когда российские боевики вошли в его родное село Крымское, он вместе с братом уничтожил первую единицу российской техники, проявив решимость защищать свою землю с юных лет.

## Награды
- Звание «Герой Украины» с удостоением ордена «Золотая Звезда» (23 февраля 2024) — за личное мужество и героизм, проявленные в защите государственного суверенитета и территориальной целостности Украины, верность военной присяге[1].